# Округ Хафеланд
Округ Хафеланд је округ на западу немачке савезне државе Бранденбург.
Површина округа је 1.717,15 km². Крајем 2009. имао је 154.984 становника. Има 26 насеља, од којих је седиште управе у месту Ратенов.
Округ обухвата доњи ток реке Хафел, од Берлина до њеног ушћа у Елбу.